# Engelbert I van Brienne
Engelbert I van Brienne (overleden na 968) was vanaf circa 950 de eerste graaf van Brienne. Hij was de oprichter van het huis Brienne.

## Levensloop
Volgens kroniekschrijvers Flodoard en Richer van Reims namen Engelbert en zijn broer Gotbert van Brienne in 951 het kasteel van Brienne in, van waaruit ze rooftochten pleegden in de omliggende gebieden. Koning Lodewijk IV van Frankrijk moest ingrijpen en liet het kasteel belegeren en vernietigen. Volgens Richer werden de broers daarop gevangengenomen en overtuigden graaf Leutald van Mâcon en graaf Giselbert van Chalon de Franse koning om hen vrij te laten nadat ze een eed van trouw hadden gezworen. Engelbert herbouwde vervolgens het kasteel en leek de Franse koning trouw te blijven.
Het is echter ook mogelijk dat Engelbert en Gotbert uit het koninkrijk Arelat kwamen en door graaf Giselbert van Chalon werden geïnstalleerd als graaf van Brienne. Ook zou hij een bondgenoot geweest zijn van Hugo Capet, de machtige graaf van Parijs en hertog van de Franken. In het jaar 968 werd Engelbert voor het eerst genoemd als graaf van Brienne. Bovendien onderhield hij goede banden met de Abdij van Montier-en-Der.
Engelbert was gehuwd met een onbekend gebleven echtgenote. Ze hadden meerdere kinderen, maar enkel de naam van zijn zoon Engelbert II is overgeleverd.